# (3632) Grachevka
(3632) Grachevka (1976 SJ4) – planetoida z pasa głównego asteroid okrążająca Słońce w ciągu 4,62 lat w średniej odległości 2,77 au Odkrył ją Nikołaj Czernych 24 września 1976 roku.